# گو آهن (رودان)
 گو آهن  (رودان) واقع در بخش مرکزی از توابع شهرستان رودان در استان هرمزگان و یکی از نقاط دیدنی استان هرمزگان در جنوب ایران است.
«گو آهن» اثاری باستانی از دوران بسیار دور در شهرستان رودان (دِهبارز) و درنخلستانهای مرکزی شهر رودان ودرمکانی با همین به نام  گو آهن ، سنگهایی با ترکیب آلیاژهای مختلف کشف گردیده که مبین صنعت فلز کاری در دوران گذشته می‌باشد. عقیده عمومی براین است که در این مکان کارگاه بزرگ فلز کاری جهت ساخت وسایل وابزار جنگی دایر بوده‌است. این محل یکی از مناطق گردشگری رودان می‌باشد.

## منبع
- زنده دل، دستیاران، حسن. (مجموعه کتابهای راهنمای جامع ایرانگردی استان هرمزکان)  ج۱. چاپ وانتشار سال ۱۹۹۸ میلادی.